# Oecanthus fultoni
Oecanthus fultoni là một loài dế cây từ Bắc Mỹ. Trước năm 1960, tên Oecanthus niveus bị sai áp dụng đối với loài này.